# Luka Tunjić
Luka Tunjić (Hamburg, 19 november 2005) is een Kroatisch-Bosnisch-Duits voetballer die doorgaans als middenvelder speelt. Hij komt uit voor Fortuna Sittard.

## Carrière
Tunjić doorliep de jeugdopleiding van Holstein Kiel. Hij speelde hier in de Onder 17 en Onder 19.
Na een aflopend contract in 2024 tekende hij zijn eerste profcontract bij het Nederlandse Fortuna Sittard, dat uitkwam in de Eredivisie. Hij maakte zijn debuut in het seniorenvoetbal op 14 september 2024, tegen NAC Breda (0-1). Hij kwam in de 90e minuut in het veld voor Ivo Pinto. Op 22 december scoorde hij zijn eerste doelpunt voor de Limburgers, tegen FC Utrecht (5-2). 

## Interlandcarrière
Tunjić heeft een interland gespeeld voor Bosnië –19 en Bosnië –17. In maart 2025 werd hij opgeroepen voor Kroatië –21, voor een serie oefenwedstrijden. In zijn debuut tegen Australië scoorde hij een doelpunt.

## Statistieken
| Seizoen | Club            | Competitie | Competitie | Competitie | Beker | Beker | Overig | Overig | Totaal | Totaal |
| Seizoen | Club            | Competitie | Wed.       | Dlp.       | Wed.  | Dlp.  | Dlp.   | Dlp.   | Wed.   | Dlp.   |
| ------- | --------------- | ---------- | ---------- | ---------- | ----- | ----- | ------ | ------ | ------ | ------ |
| 2024/25 | Fortuna Sittard | Eredivisie | 6          | 1          | 0     | 0     | 0      | 0      | 6      | 1      |
| Totaal  | Totaal          | Totaal     | 6          | 1          | 0     | 0     | 0      | 0      | 6      | 1      |

Bijgewerkt op 28 maart 2025.